# Три Сосны
Три Сосны (тат. Өч-Нарат) — деревня в Сабинском районе республики Татарстан, на берегу реки Мёша. 
Население — 102 человека (2012).

## География
Деревня расположена на берегу реки Мёша, в 29 км к юго-востоку от посёлка городского типа Богатые Сабы. 
Ближайший город — Мамадыш, а ближайшие населённые пункты — Старая Икшурма, Большие Кибячи, Татарская Икшурма, Тюбяк.

## История
Деревня была основана в конце 1670-х. В XVIII — 1-й половине XIX вв. жители относились к категории государственных крестьян. Занимались земледелием, разведением скота, портняжным промыслом. В начале XX века в Три-Сосны имелись 2 водяные мельницы, мелочная лавка. В этот период земельный надел сельской общины составлял 760 десятин. 
В «Списке населенных мест по сведениям 1859 года», изданном в 1866 году, населённый пункт упомянут как казённая деревня Три Сосны 1-го стана Мамадышского уезда Казанской губернии. Располагалась при реке Мёше, по правую сторону Зюрейского торгового тракта, в 55 верстах от уездного города Мамадыша и в 37 верстах от становой квартиры во владельческом селе Кукморе (Таишевский Завод). В деревне, в 47 дворах жили 305 человек (159 мужчин и 146 женщин). 
До 1920 года деревня входила в Абдинскую волость Мамадышского уезда Казанской губернии. С 1920 года в составе Мамадышского кантона Татарской АССР, а с 1930 года в Сабинском районе.

## Объекты социальной сферы
- Начальная школа
- Мечеть

## Экономика
Основные производства села – полеводство, молочное скотоводство, овцеводство, птицеводство.

## Население
| Численность населения |      |      |      |      |      |      |      |      |      |      |      |      |
| 1859                  | 1897 | 1908 | 1920 | 1926 | 1938 | 1949 | 1970 | 1979 | 1989 | 2002 | 2008 | 2012 |
| 297                   | ↗383 | ↘380 | ↗478 | ↘429 | ↘355 | ↘278 | ↘271 | ↘210 | ↘127 | ↘105 | ↘96  | ↗102 |

## Климат
| Показатель                    | Янв.  | Фев.  | Март | Апр. | Май  | Июнь | Июль | Авг. | Сен. | Окт. | Нояб. | Дек.  | Год  |
| ----------------------------- | ----- | ----- | ---- | ---- | ---- | ---- | ---- | ---- | ---- | ---- | ----- | ----- | ---- |
| Средний суточный максимум, °C | −9,8  | −8,3  | −1,5 | 9,1  | 18,8 | 23   | 25   | 22,5 | 15,8 | 6,5  | −1,5  | −6,5  | 8    |
| Средняя температура, °C       | −13,4 | −12,1 | −5,3 | 4,9  | 13,2 | 17,5 | 19,6 | 17,3 | 11,3 | 3,3  | −4,2  | −9,8  | 3,5  |
| Средний суточный минимум, °C  | −17   | −16   | −9,1 | 0,6  | 7,7  | 12   | 14,3 | 12,1 | 6,8  | 0,2  | −6,9  | −13,1 | −1,1 |
| Норма осадков, мм             | 37    | 28    | 26   | 38   | 40   | 62   | 74   | 57   | 58   | 55   | 45    | 40    | 560  |